# Oudler
Oudler est un village de la commune belge de Burg-Reuland situé en Communauté germanophone de Belgique et Région wallonne dans la province de Liège.
Avant la fusion des communes de 1977, Oudler faisait partie de la commune de Thommen.
Le village compte 447 habitants.

## Situation et description
Le village d'Oudler se trouve sur le versant nord de l'Ulf, un affluent de l'Our.
La localité est traversée du nord au sud par la route nationale 62 entre la ville de Saint-Vith et le Luxembourg et sert de point de départ à la route nationale 693 qui mène à Burg-Reuland situé 4 km à l'est.
Le village se situe entre les localités de Grüfflingen, Thommen, Espeler et Dürler.
L'altitude du village avoisine les 410 m (à l'église).

## Patrimoine
L'église des Rois-Mages (Heiligen drei Könige Kirche) a été construite de 1922 à 1924 dans un style néo-gothique. Elle possède un transept. Sa tour est élancée et la toiture pentue. On dénombre une chapelle funéraire devant l'église et deux petites chapelles le long de la route nationale 62.

## Activités et loisirs
Oudler possède une école communale.
Le S.G. Rapid Oudler est le club de football de la localité.